# Bo 87

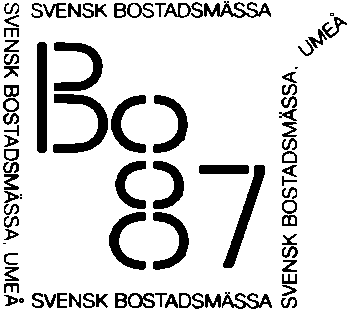
Logotypen för Bo 87.

Svensk Bostadsmässa 1987 i Umeå (eller enbart Bo 87) var en bomässa med cirka 61 000 besökare som pågick mellan 1 och 23 augusti 1987 i Umeå och var geografiskt koncentrerad till två visningsområden, Sandahöjd och Ersmark. Mässan bestod av konferenser, seminarier samt olika bostadsrelaterade projekt. Temat för mässan var Boende för generationer. Syftet med mässan var att visa sådant inom boende och byggande som var av riksintresse, att redovisa den forskning och utveckling som låg inom dessa områden, att stimulera till debatt samt att framhålla kravet på kvalitet i idé, utförande och funktion.

## Bakgrund och genomförande
I samband med Villa 80, ett projekt med energisnåla småhus i Noliamässan 1977, väcktes tanken om en större bostadsmässa efter finsk förebild. Ett ramprogram kallat Resurssnåla småhus i Umeå och Malmö tog sin form januari 1983 där syftet med ramprogrammet var att prova olika idéer och lösningar samt jämföra klimatets betydelse för resursförbrukningen. Ett antal likadana småhus skulle byggas samtidigt i Umeå och Malmö. Tidpunkten sattes till 1985 för att få draghjälp av Noliamässan som i Umeå hålls vartannat år men i februari 1983 beslutade den dåvarande regeringen att en bostadsmässa skulle genomföras i Upplands Väsby 1985 (Bo 85) med Bostadsdepartementet som arrangör. Tidpunkten för bostadsmässan i Umeå ändrades då till 1987. 1985 bildades Stiftelsen Svensk Bostadsmässa i Umeå med Umeå kommun, Nolia och Norrlands byggtjänst som huvudmän med syfte att genomföra Bo 87.
Innan mässan placerades ett mässkansli, "Bo 87 INFO", i centrala Umeå som förutom informations- och försäljningsfunktionen även skötte internt samband med hjälp av Poctex, ett Minicall-text system som Televerket Radio provade ut. Mässan öppnade 1 augusti, samma dag som Noliamässan. I anknytning till bostadsmässan hölls det tio olika konferenser och temadagar i Umeå med drygt 2 000 deltagare totalt.

### Sandahöjd

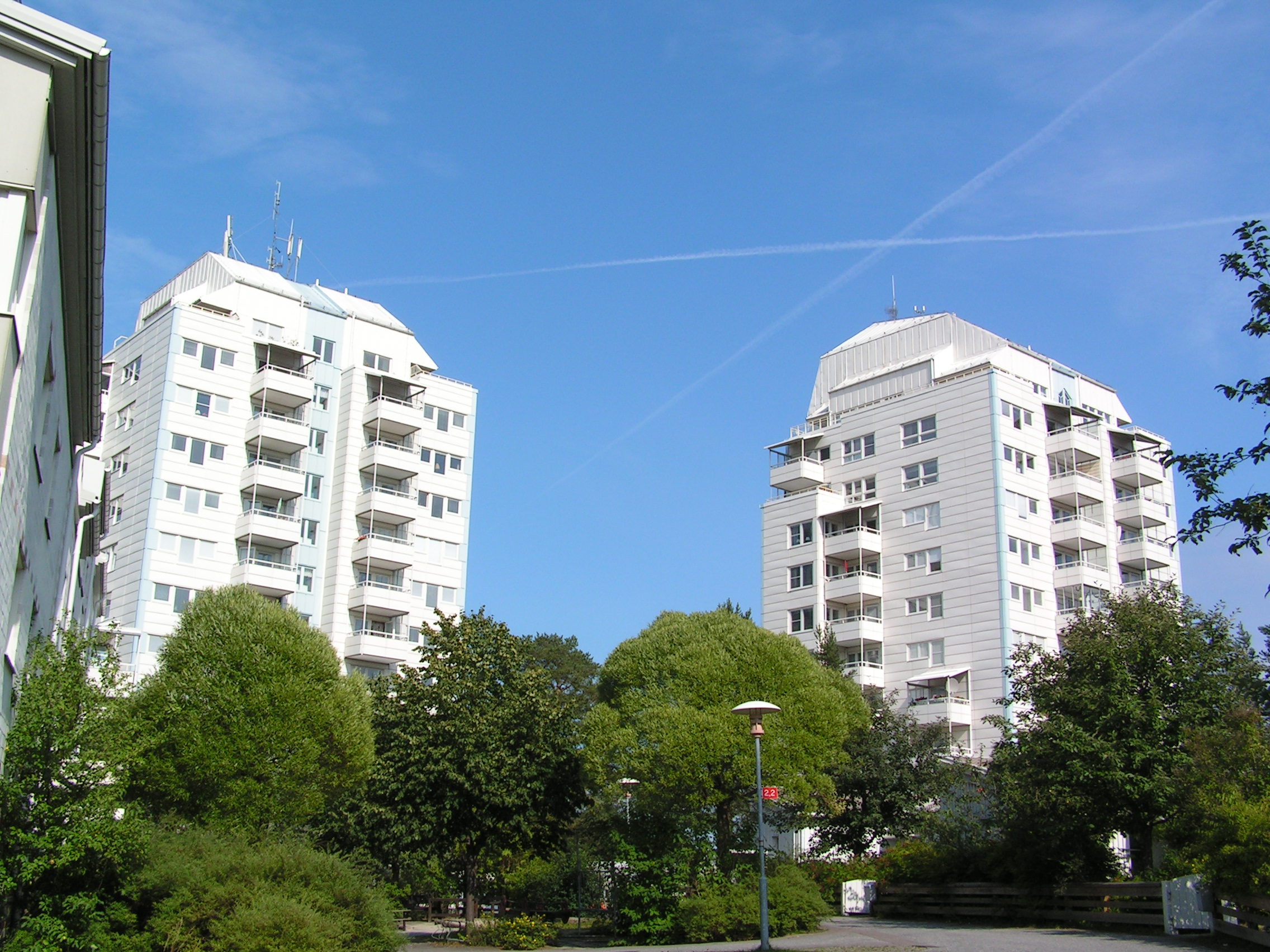
Punkthusen på Sandahöjd.

Sandahöjd är ett väl avgränsat bostadsområde, nordost om centrala Umeå, som byggdes med en blandning av olika hustyper för att passa olika åldrar och familjetyper i linje med bostadsmässans tema Boende för generationer. De båda punkthusen med sina rundade toppar var de byggnader som rönte mest uppmärksamhet på bostadsmässan och dessa byggnader har gett staden en tydlig profil mot norr. Projektledare för utställningsområdet var Stiftelsen Bostaden.

### Ersmark

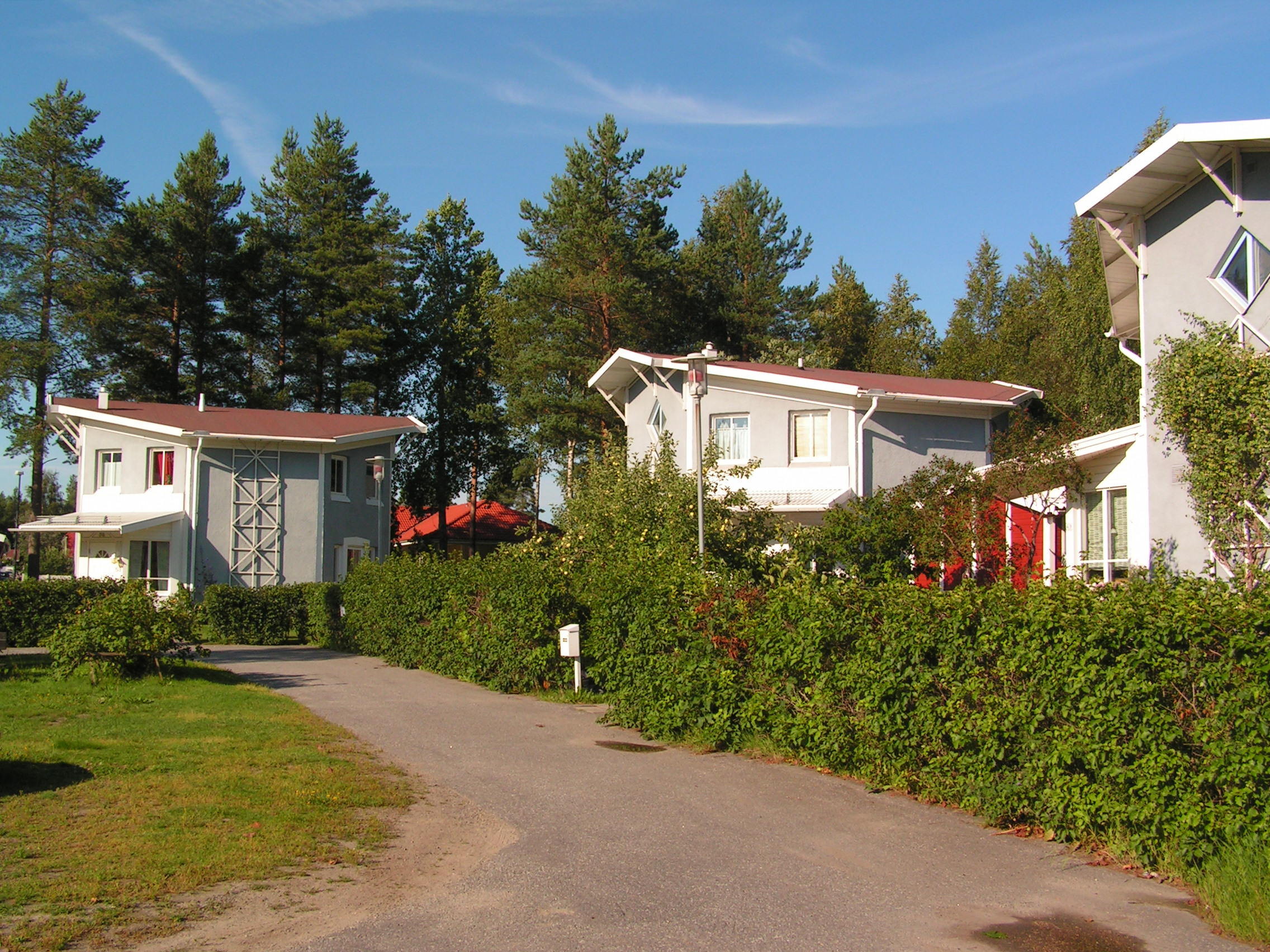
Oktagonhusen i Ersmark.

I tätorten Ersmark, cirka 10 km norr om centrala Umeå, byggdes ett utställningsområde nordost om den gamla bykärnan. Olika byggherrar byggde enfamiljsvillor och mindre flerfamiljshus.
Syftet med området i Ersmark var att visa upp bostäder lämpade för små tätorter och förtätning av äldre villaområden, med variation i storlek, hustyp och upplåtelseform samt att ge Sveriges trähusfabrikanter möjlighet att visa sitt sortiment.
De mest uppmärksammade byggnaderna var Octagonhusen med åttkantiga plan, Trä kronor med tvåvåningshög vinterträdgård och invändig balkong samt
Alla tiders trähus, en modern traditionell parstuga. Projektledare för utställningsområdet var Norrlands Byggtjänst.

### VASKA
VASKA, Vattenskadesäkert byggande, var ett byggforskningsprojekt för vattenskadesäkert byggande som i stort gick ut på att läckage skulle synliggöras istället för att döljas. Målet för projektet var att påverka byggbranschen så att vattenskadesäkert byggande skulle bli praxis i branschen, vilket realiserades redan samma höst, mycket tack vare den massmediala uppmärksamhet som projektet fick. 200 bostäder, samt alla visningshus, byggdes enligt VASKA:s normer och merkostnaderna visade sig vara betalda redan efter drygt två år. 2005 fick VASKA-projektet det första fuktsäkerhetspriset från FuktCentrum vid Lunds tekniska högskola.

### Trädgård i norr

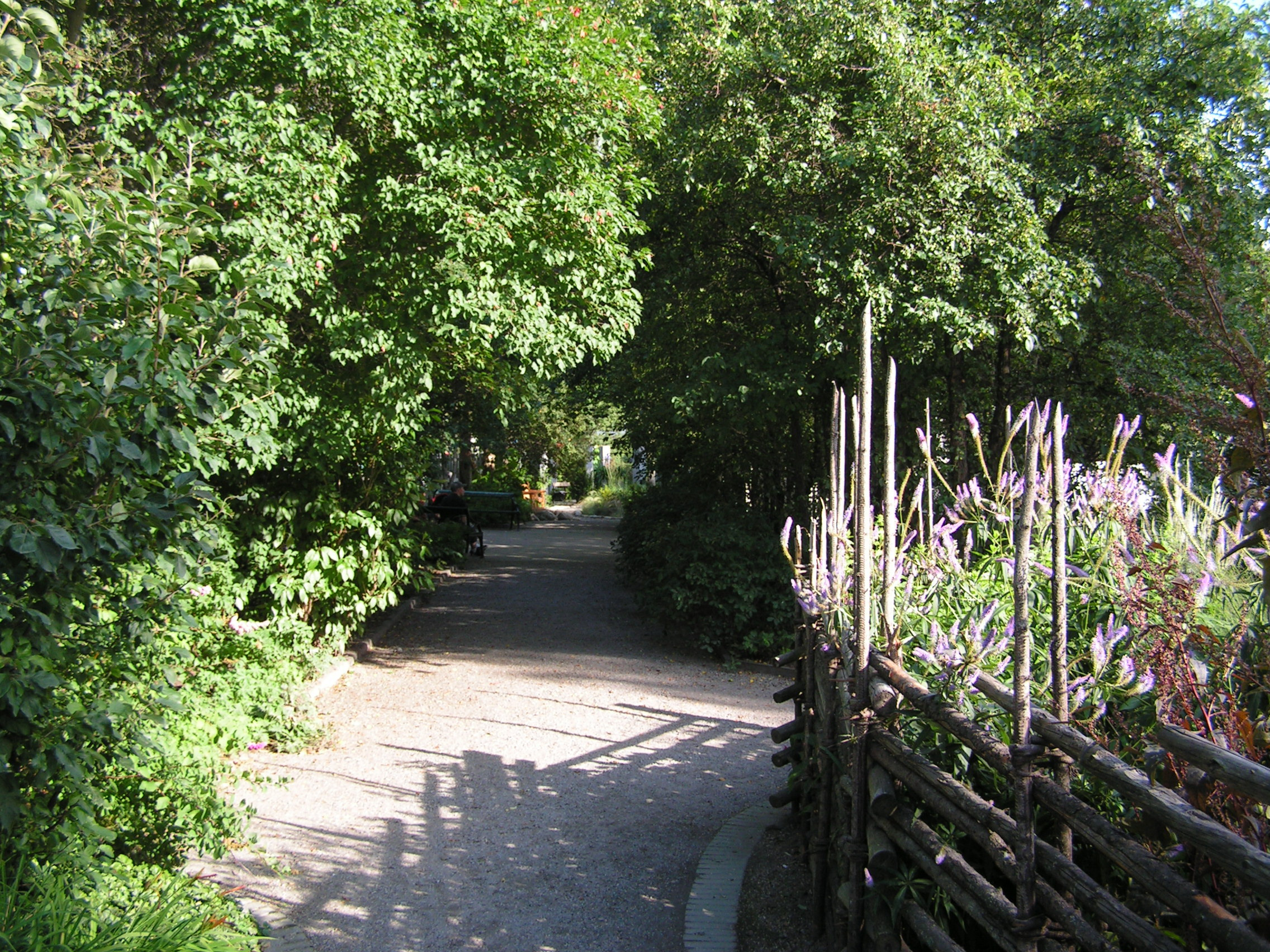
Trädgård i norr i augusti 2007.

Trädgård i norr var en idéträdgård som anlades på den gamla kajplatsen i centrala Umeå och var planerad att stå i två år, för att sedan ge plats åt en planerad breddning av Västra Strandgatan. I och med att trädgården blev mycket omtyckt av stadens invånare och turister så fick den stå kvar till 2011. Trädgården bestod ursprungligen av fem delar, där varje del var en egen idéträdgård med en speciell inriktning. Den hade även ett antal konstverk och skulpturer, och var den mest besökta parken i Umeå.

### NUDU
NUDU, närserviceutveckling med data och tele i Umeå, var ett projekt för att belysa olika frågor om vad som är ett bra boende. De mest utmärkande frågeställningarna var ifall den då moderna data- och teletekniken kunde användas för att skapa fler och bättre kontakter mellan människor som bor och arbetar i ett område, och ifall den kunde göra det enklare för människor att få veta vilket utbud av service som fanns och hur de bäst skulle utnyttja den.
Bakgrunden till NUDU var en kommunal inventering av Marieområdets resurser och där framgick det bland annat att de boende saknade resurser trots att det fanns gott om resurser som inte utnyttjades. Till exempel upplevde föreningslivet att det saknades lokaler, trots att de kommunala lokalerna i området på 30 000 m² inte utnyttjades fullt ut. Även de kommunalt betalda transporterna ansågs inte räcka till. De som bodde och verkade i området ville veta vilket utbud och aktiviteter som fanns i området, äldre behövde hjälp med transporter och föreningar ville lättare nå ut med information.  
Utgångspunkten i projektet var att låta outnyttjade resurser i området kontrolleras och utnyttjas av en gemensam "sambandscentral", så att de boende i området skulle få den service de behövde samt att klara dialogen mellan centralen och servicetagarna. De tekniska grundfunktionerna var en fotovideotextdatabas med videokamera som hade möjlighet att sända på kabeltevenätet, ett meddelandesystem för att skicka och ta emot elektronisk post mellan olika servicegivare och centralen samt telefon och telefax. NUDU var ett samarbete mellan Umeå kommun, Televerket i Västerbotten och Stiftelsen Bostaden.

### Nolia-utställning
På Noliamässan hade Bo 87 en egen hall, Bo 87-hallen, som innehöll en presentation av "Umeå förr" och "Umeå nu". Utställningar från bland annat HSB, Riksbyggen och Sparbanken Norrland fick gestalta "Umeå nu" och Västerbottens museums utställning "Umeå efter branden" stod för "Umeå förr".  Även VASKA vattenskadeförebyggande teknik visades. Huvudsyftet med hallen var att locka besökare till Bo 87-mässan och en "kombibiljett" för både Nolia och Bo 87 fanns att köpa i Nolias entréer.

## Kritik
| ”                                                | Mässor, föreställer jag mig, är till för att skapa missnöje med det man har och efterfrågan på något nytt. Efter att ha sett Bo87 är jag benägen att byta konspirationsteori. Kanske är det, i den plötsliga bostadsbristens dagar, viktigare att förmå folk att vara nöjda med vad de har? Man betalar sina 25 kronor i inträde, kämpar sig igenom visningshusen och återvänder tacksam hem. Fullt så snett och vint är det ändå inte hemma, riktigt lika vansinniga dammgömmor lyckades forna tiders byggare inte åstadkomma, och tack och lov var det inte på modet att lusa ner alla väggar med utanpåliggande rör och kalla det hela VASKA... | „ |
| – Inga-Lisa Sangregorio, Arkitekttidningen 12/87 | |   |

Att ha bomässan samtidigt som Noliamässan gav inte någon större draghjälp, endast 6 978 personer löste en "kombibiljett" av Nolias totala 145 000 besökare. Snarare orsakade det en förvirring, då Bo 87 hade en oklar koppling till Nolia och en gemensam nämnare saknades.
Arkitekturpressen skrev i överlag negativt om mässan, om den alls uppmärksammades. Den allmänna kritiken, som även gällde de tidigare bostadsmässorna, uttrycktes i termer av inkompetens, minskad respekt, bristande omsorg och kunskap samt strukturella, organisatoriska, ekonomiska och maktsociala brister. Bland annat Electrolux studentkök fick mycket kritik för utformningen av köket. På frågan om varför det på åtta personer var tre spishällar, tre ugnar, tre kylskåp men bara en diskho i studentköket, svarade utställaren "Det är ju bara ett visningskök". Ett svar som upprörde mer än själva utformningen av köket. Bertil Thermaenius med Alla tiders trähus och Karin Lidmar Reiunius med ungdomsbostaden fick dock goda omdömen. "I övrigt innehöll den administrativt sett gedigna Umemässan inga märkvärdiga arkitektpresentationer" och "Umeå kunde vara värt en bättre mässa" är två sammanfattande citat. I övrig press var det VASKA som fick mest uppmärksamhet. Sammanlagt skrevs det cirka 300 spaltmeter om mässan.